# Karl Bernhard von Sachsen-Weimar-Eisenach

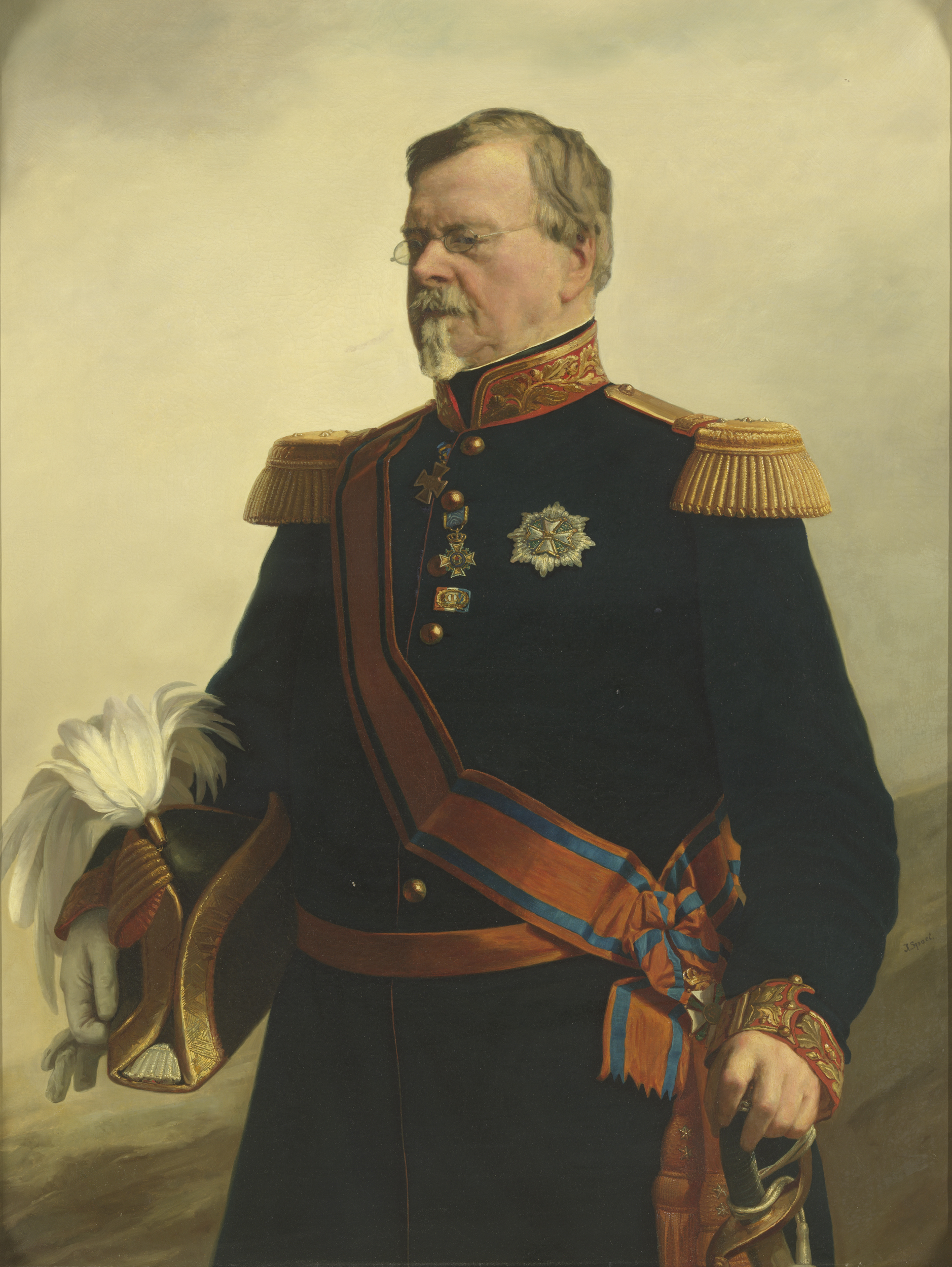
Herzog Karl Bernhard von Sachsen-Weimar-Eisenach, gemalt von Jacob Spoel

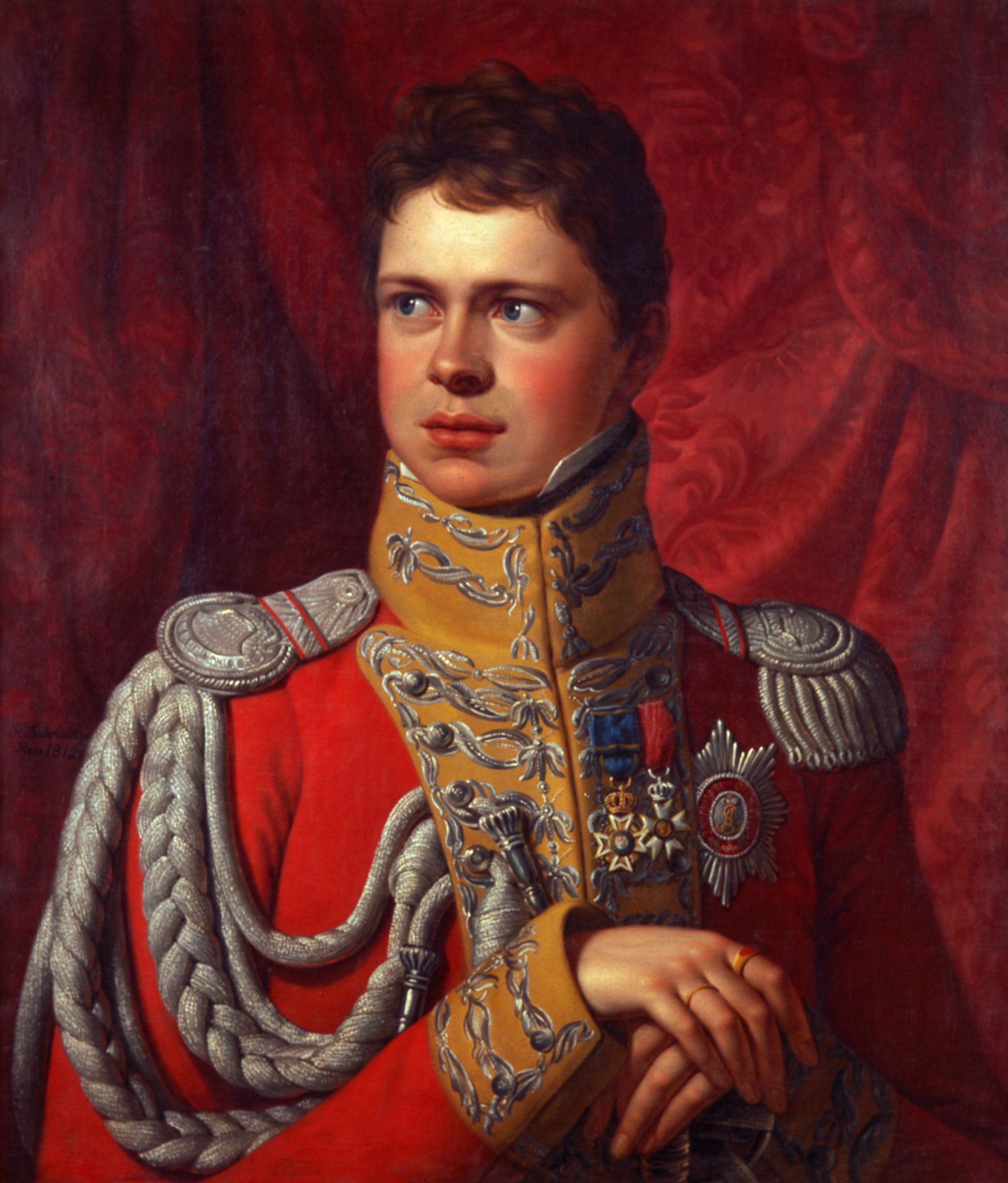
Karl Bernhard 1812, Porträt von Rudolph Suhrlandt

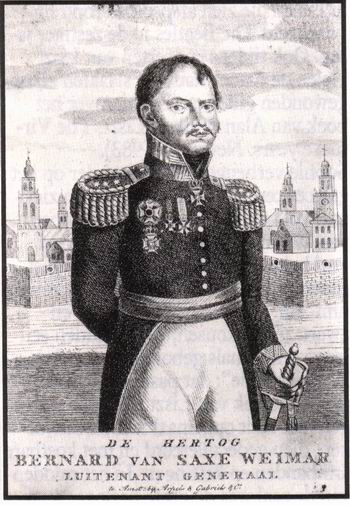
Bernhard als niederländischer Generalleutnant

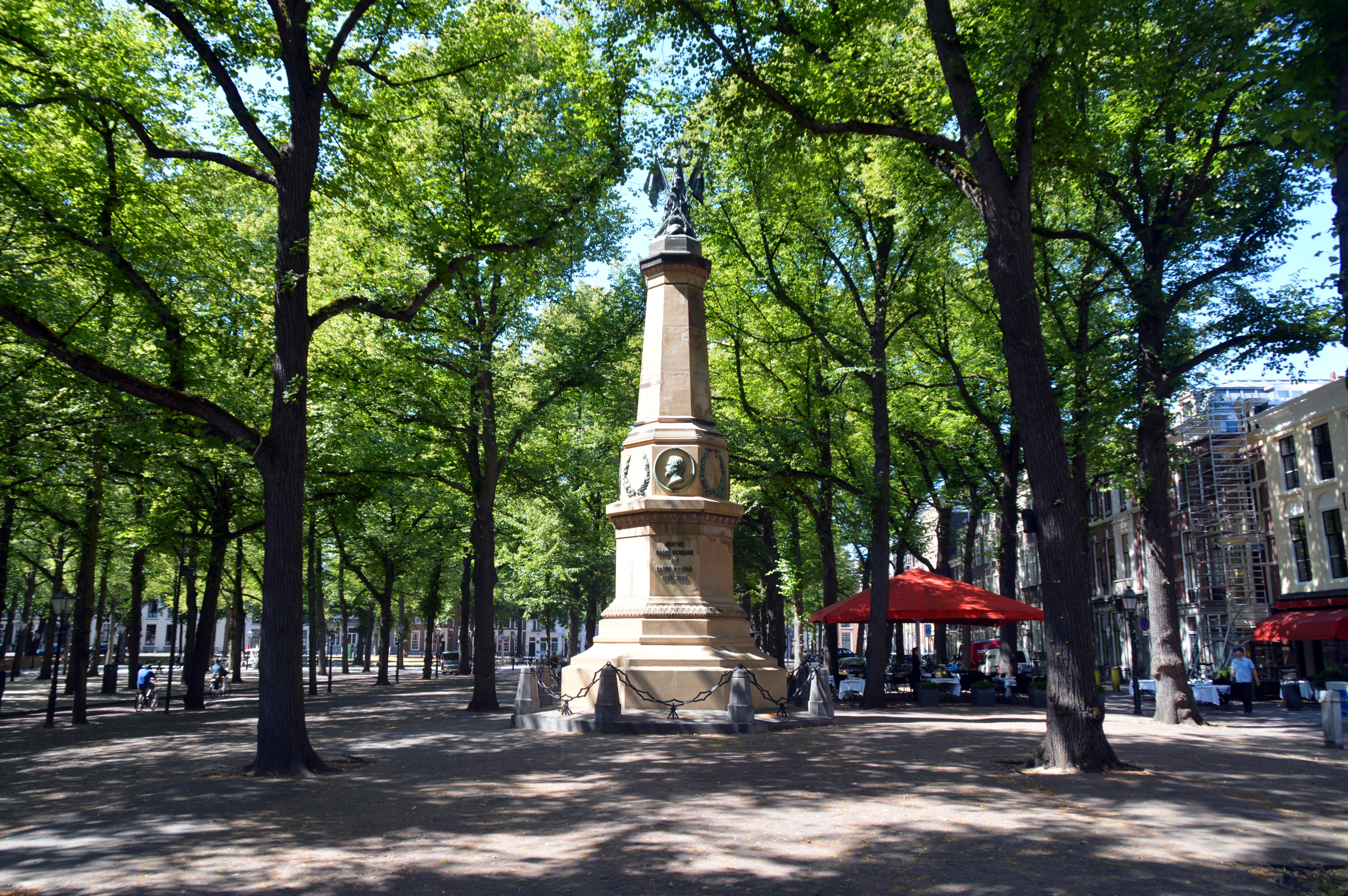
Bernhard-Denkmal in Den Haag, Lange Voorhout

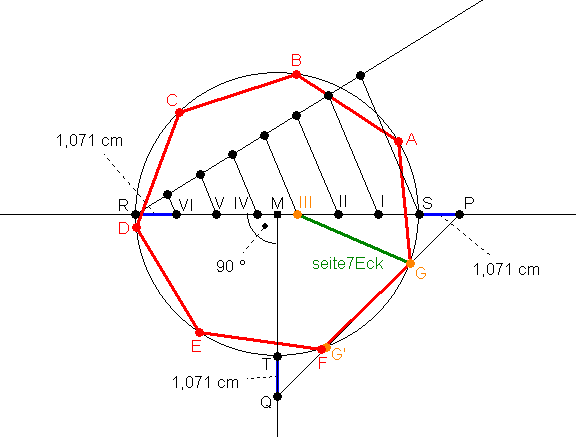
Näherungskonstruktion des regelmäßigen 7-Ecks nach Karl Bernhard

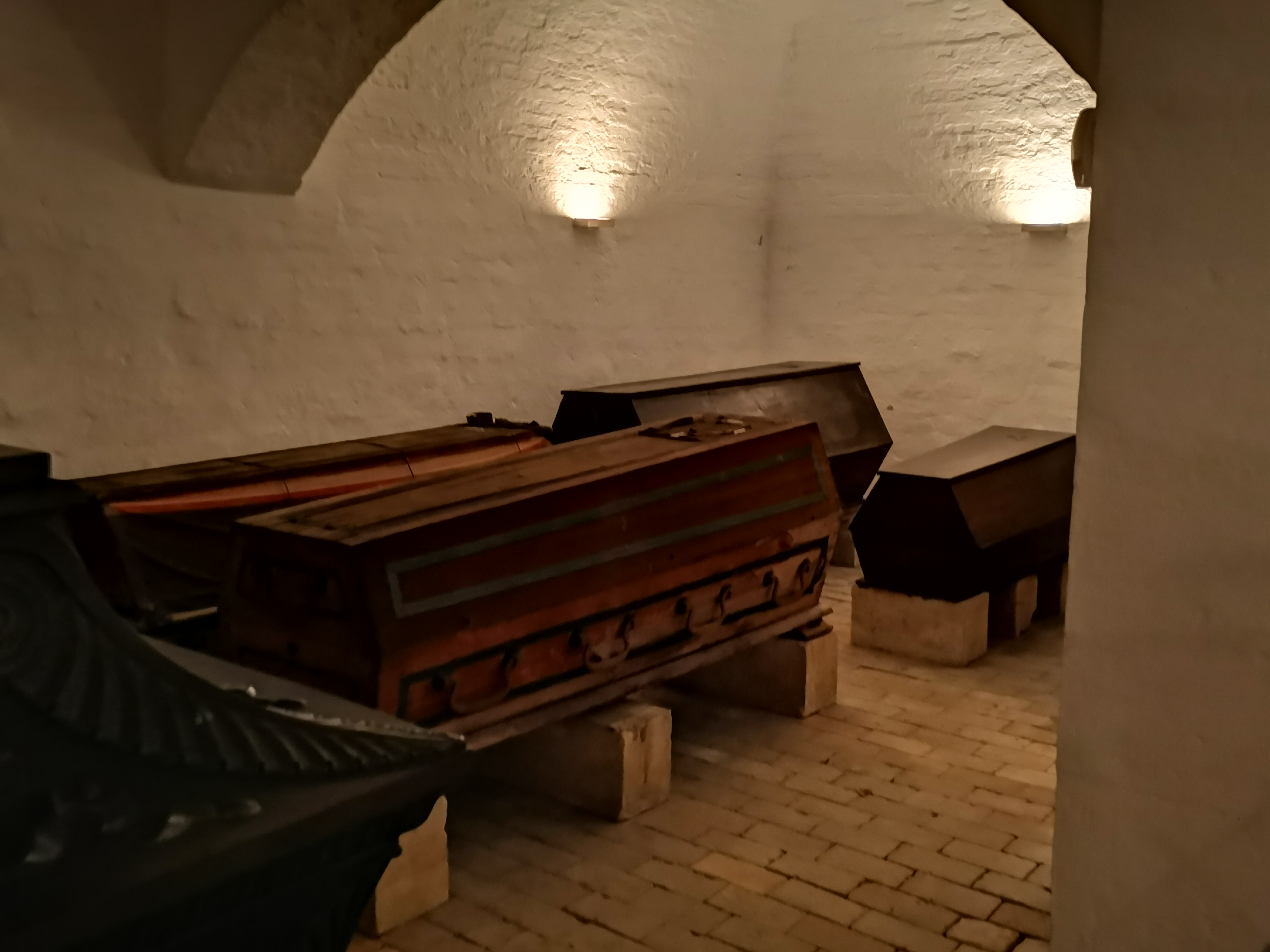
Särge von Karl Bernhard (vorn rechts) und seiner Gemahlin Ida (vorn links)

Karl Bernhard von Sachsen-Weimar-Eisenach, genannt Bernhard (* 30. Mai 1792 in Weimar; † 31. Juli 1862 in Liebenstein), war Prinz von Sachsen-Weimar-Eisenach und Herzog zu Sachsen sowie Reiseschriftsteller und Mathematiker.

## Leben

### Herkunft und Familie
Bernhard stammt aus dem Haus der ernestinischen Wettiner. Er war der zweite Sohn des Großherzogs Karl August von Sachsen-Weimar-Eisenach (1757–1828) aus dessen Ehe mit Luise (1757–1830), Tochter des Landgrafen Ludwig IX. von Hessen-Darmstadt. Sein älterer Bruder Karl Friedrich wurde 1828 Großherzog von Sachsen-Weimar-Eisenach, seine Schwester Karoline war seit 1810 Erbgroßherzogin von Mecklenburg-Schwerin. Bernhard war durch Johann Gottfried Herder getauft und sorgfältigst ausgebildet worden.

### Militärlaufbahn
Als jüngerer Sohn des Hauses war Bernhard für eine Militärlaufbahn bestimmt und wurde im sächsischen Gardegrenadierregiment in Dresden ausgebildet. Mit der sächsischen Armee, die zum Rheinbund gehörte, kämpfte Bernhard als 17-Jähriger in der Schlacht bei Wagram und wurde im Anschluss wegen seiner Tapferkeit von Napoleon mit dem Orden der Ehrenlegion ausgezeichnet. Nach Intervention seiner Familie machte er den Russlandfeldzug allerdings nicht mit, sondern wurde auf seine Kavaliersreise geschickt, die ihn nach Italien und Paris führte.
Nach der Völkerschlacht bei Leipzig ging er wiederum in sächsischen Militärdienst, den er aber nach dem Wiener Kongress verließ, da dort die Stärke der sächsischen Armee halbiert worden war. Stattdessen trat er in den Dienst des gerade errichteten Königreichs der Vereinigten Niederlande. Als Oberst des Regiments Nassau-Oranien und ab dem 15. Juni 1815 als Kommandeur der 2. Brigade kämpfte er in der Schlacht bei Quatre-Bras.
Mit seinen Truppen des 2. Niederländischen Infanterieregiments gelangte er als erster nach Quatre-Bras, einer Kreuzung zweier Straßen und erkannte deren strategische Bedeutung. An seine Offiziere gerichtet, bemerkte er: „Meine Herren ich habe noch nie gehört, dass man einen Feldzug mit einem Rückzug beginnt. Halten Sie die Kreuzung!“ (Karl Bernhard von Sachsen-Weimar-Eisenach: Artikel „Waterloo - ein europäischer Sieg“ in der FAZ vom 17. Juni 2015).
Seinen Truppen gelang es, die Vorhut der Franzosen zurückzuschlagen, woraus sich die Schlacht entwickelte. Später kämpfte er in der Schlacht von Waterloo. Danach zog er mit seinen Truppen nach Paris. Nach dem Frieden wurde er Kommandeur einer Infanteriebrigade in Gent und zum Generalmajor befördert. Er wurde Militär-Kommandant der Provinz Ostflandern und später noch Inspekteur des dritten Marine-Kommandos und einer Infanterie-Division. 1825 und vor allem 1828, wo er von Russland auf der Londoner Konferenz vorgeschlagen wurde, war Bernhard Kandidat für den neu geschaffenen Thron von Griechenland, was er aber entschieden ablehnte.
Im Jahr 1830 kam es zur Belgischen Revolution. Bernhard wurde zunächst als Kommandeur der ersten niederländischen Division in der Festung Antwerpen und bei Breda und Maastricht eingesetzt. Später, an der Spitze der 2. niederländischen Division, konnte er bei Hasselt ein fliehendes belgisches Corps vernichtend schlagen und Tirlemont erobern. Nach dem Waffenstillstand im August 1832 war er, von seiner Familie getrennt, Kommandeur des Observationscorps in Noord-Brabant.

### Freimaurerei
Bernhard war Freimaurer. Nach der Schlacht bei Wagram wurde er von seinem Vater in die Weimarer Loge Amalia eingeführt. Über die Freimaurerei versuchte er in seiner Militärzeit in Gent, wo er mit Gleichgesinnten eine Militärloge gründete, auf den moralischen Lebenswandel seiner Soldaten einzuwirken, aber auch den protestantischen Einfluss der Niederlande im französisch dominierten, katholischen Belgien zu erhöhen.

### Reise und Mathematik
Bereits in jungen Jahren tätigte Bernhard in Begleitung seines Vaters einige Reisen. Im Jahre 1811 bereiste er Wien, Graz, Bologna und besichtigte Anfang 1812 Antikensammlungen in Rom. Bernhard begann ab 1823 eigene Studienreisen. Zunächst ging er für mehrere Monate nach England, Irland und Schottland, um gewerbliche und militärische Einrichtungen sowie naturhistorische und Kunstsammlungen zu besuchen. Im April 1825 reiste er nach Nordamerika; 11 Monate lang, vom 26. Juli 1825 bis zum 16. Juni 1826, bereiste er die Vereinigten Staaten und Kanada, auch mit dem Gedanken, sich auf Dauer dort niederzulassen. Über seine Reise nach Amerika verfasste er sehr detaillierte Reiseerinnerungen.
Nach dem Ende der Belgischen Revolution reiste Bernhard 1837 mit seinem ältesten Sohn Prinz Wilhelm (1819–1839) auf Einladung von Zar Nikolaus I. durch Russland und besuchte unter anderem St. Petersburg, Nowgorod, Moskau, Tula und Kiew, wo der Herzog den Fürsten Paskewitsch kennen lernte. Danach ging die Reise weiter nach Wosnessensk in der Ukraine, wo Bernhard russische Militärmanöver beobachtete. Von Wosnessensk wandte er sich südlich nach Odessa und der Krim. Danach verließ Bernhard Russland und reiste nach Konstantinopel, Sizilien, Neapel und Rom. Dort erkrankte sein Sohn an Typhus, konnte aber die Rückreise antreten. Nach der Rückkehr starb er allerdings in Holland in Folge einer Lungenentzündung.
Nach dem Tod seines ältesten Sohnes Prinz Wilhelm und der Reduktion des niederländischen Heeres, verließ Bernhard zunächst den Militärdienst und lebte als Privatmann. Mit seiner Familie zog er zunächst nach Mannheim, wo er am Hof der Großherzogin Stephanie einem Kreis von Gelehrten aus Heidelberg beitrat. 1847 reiste er dann mit seiner Familie auf Einladung seiner Schwägerin, der verwitweten Königin Adelaide von Großbritannien und Irland, nach Madeira.
Nach seiner Rückkehr übernahm er kurz darauf das Kommando der niederländisch-ostindischen Armee auf Java. Nach drei Jahren kehrte er aus gesundheitlichen Gründen nach Deutschland zurück. Inzwischen war auch seine Frau gestorben und Bernhard zog sich endgültig ins Privatleben zurück. Er lebte zum Teil in Weimar und in Liebenstein. 1861 erkrankte er schwer und starb ein Jahr später.
Bernhard beschäftigte sich auch mit Mathematik. Bekannt ist eine von ihm gefundene Näherungskonstruktion der Seite eines regelmäßigen Vielecks, veröffentlicht in einem 1842 in Jena erschienenen Lehrbuch der Geometrie in 2 Bänden.
Sein Sarg befindet sich auf dem Historischen Friedhof Weimar in der Fürstengruft.

## Ehe und Nachkommen
Bernhard heiratete am 30. Mai 1816 in Meiningen Ida (1794–1852), Tochter von Herzog Georg I. von Sachsen-Meiningen und Schwester von Adelheid, der späteren britischen Königin Adelaide, mit der er folgende Kinder hatte:
- Luise (1817–1832)
- Wilhelm (1819–1839)
- Amalie (*/† 1822)
- Eduard (1823–1902) ⚭ 1851 Lady Augusta Gordon-Lennox (1827–1904), „Gräfin von Dornburg“
- Herrmann (1825–1901) ⚭ 1851 Prinzessin Auguste von Württemberg (1826–1898)
- Gustav (1827–1892) ⚭ 1870 Pierina Marocchia di Marcaini (1845–1879), „Freiin von Neiperg“
- Anna (1828–1864)
- Amalia (1830–1872) ⚭ 1853 Prinz Heinrich der Niederlande (1820–1879)

## Werk
- Herzog Bernhard von Sachsen-Weimar-Eisenach: Das Tagebuch der Reise durch Nord-Amerika in den Jahren 1825 und 1826. (= Stiftung für Romantikforschung. Band 60). Hrsg. von Walter Hinderer und Alexander Rosenbaum. Königshausen & Neumann, Würzburg 2017, ISBN 978-3-8260-6051-9.